# Qin He
Qin He är ett vattendrag i Kina. Det ligger i den centrala delen av landet, 600 km söder om huvudstaden Peking.